# Porte-Joie
Porte-Joie è un comune francese di 124 abitanti situato nel dipartimento dell'Eure nella regione della Normandia.

## Società

### Evoluzione demografica
Abitanti censiti